# Głuchów (gemeente)
De gemeente Głuchów is een landgemeente in het Poolse woiwodschap Łódź, in powiat Skierniewicki.
De zetel van de gemeente is in Głuchów.
Op 30 juni 2004 telde de gemeente 6052 inwoners.

## Oppervlakte gegevens
In 2002 bedroeg de totale oppervlakte van gemeente Głuchów 111,31 km², waarvan:
- agrarisch gebied: 84%
- bossen: 11%

De gemeente beslaat 14,72% van de totale oppervlakte van de powiat.

## Demografie
Stand op 30 juni 2004:
| Omschrijving                   | Totaal | Totaal | Vrouwen | Vrouwen | Mannen | Mannen |
| ------------------------------ | ------ | ------ | ------- | ------- | ------ | ------ |
| eenheid                        | aantal | %      | aantal  | %       | aantal | %      |
| inwoners                       | 6052   | 100    | 3017    | 49,9    | 3035   | 50,1   |
| bevolkingsdichtheid (inw./km²) | 54,4   | 54,4   | 27,1    | 27,1    | 27,3   | 27,3   |

In 2002 bedroeg het gemiddelde inkomen per inwoner 1244,27 zł.

## Administratieve plaatsen (sołectwo)
Białynin, Białynin-Południe, Borysław, Celigów, Głuchów, Janisławice, Jasień, Kochanów, Michowice, Miłochniewice, Prusy, Reczul, Skoczykłody, Wysokienice, Złota.

## Aangrenzende gemeenten
Biała Rawska, Godzianów, Jeżów, Skierniewice, Słupia, Żelechlinek